# Sylviculture
Pour les articles homonymes, voir Sylvicole.

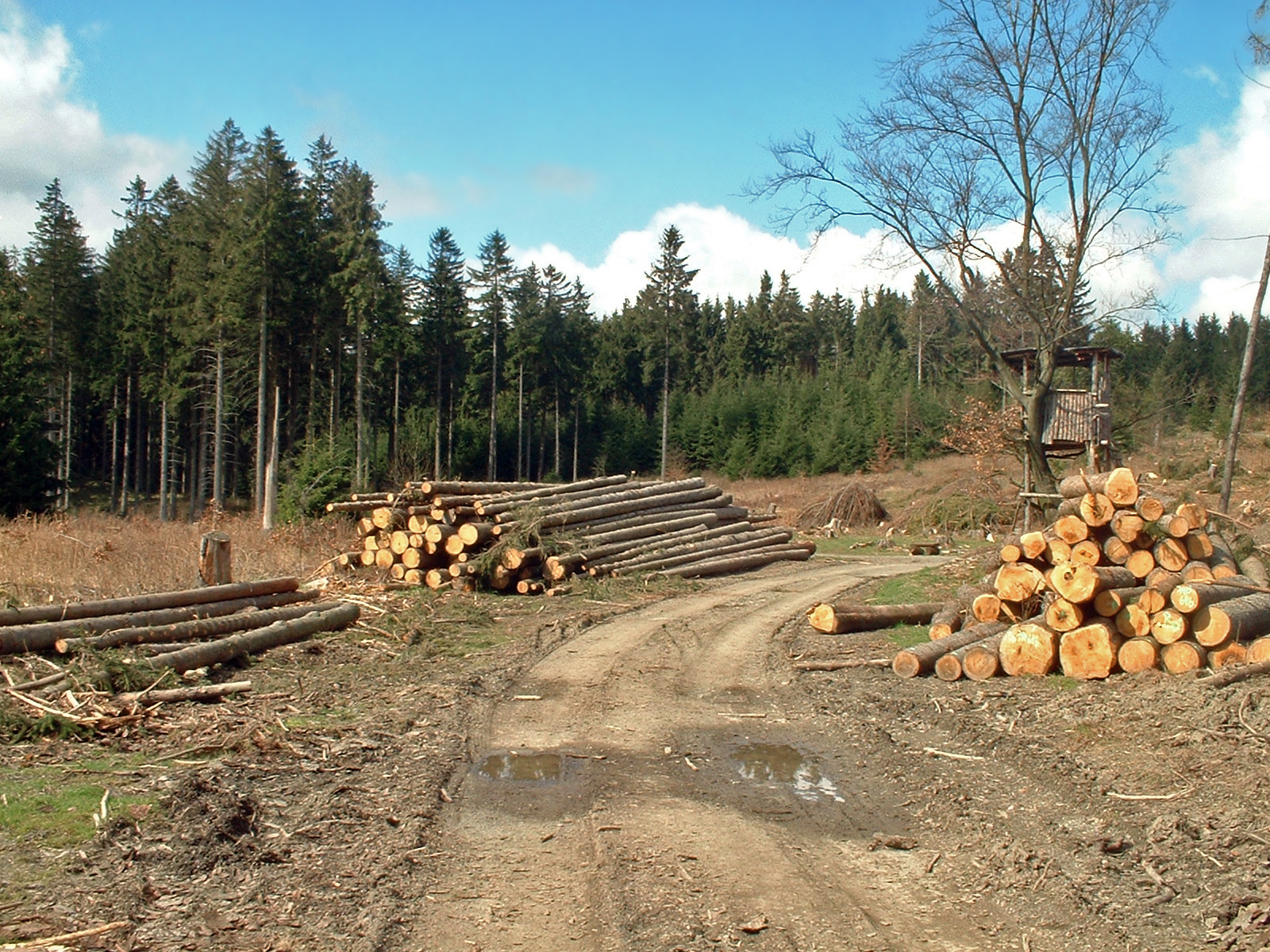
Forêt du massif du Harz en Allemagne. Sont illustrés différents aspects de la sylviculture : les stades de développement des peuplements forestiers, les variétés de bois exploitées, et la présence d'un observatoire de chasse.

La sylviculture est l'activité et l'ensemble des méthodes et pratiques par lesquelles le « sylviculteur » agit sur le développement, la gestion et la mise en valeur d'une forêt ou d'un boisement pour en obtenir un bénéfice économique et/ou certains services profitables à la société (dans une approche de forêt dite multifonctionnelle).
La sylviculture est dite « durable » (gestion durable de la forêt), quand le sylviculteur s'assure que le capital forestier est acquis et optimisé, et qu'il peut être maintenu pour les générations futures, pour en retirer durablement des bienfaits ou des produits comme le bois, sans en dégrader le capital. Ceci nécessite la prise en compte appropriée des facteurs écologiques et abiotiques, à savoir les qualités naturelles du site (stations forestières, écopotentialité…). Le concept actuel de « gestion durable des forêts » insiste non seulement sur la nécessité de ne pas surexploiter le milieu afin qu'il ne perde pas son potentiel, mais aussi sur l'importance de préserver, voire restaurer le cas échéant sa capacité de résilience écologique, face par exemple aux changements climatiques, aux risques de maladies des arbres, d'incendies, tempêtes, etc. Ces modes de gestion apportent une attention plus soutenue à l'environnement et à la biodiversité.
La sylviculture a évolué, passant de quelques types de coupes et traitements de régénération à une panoplie de traitements souvent plus mécanisés ayant des objectifs de composition et de structure des peuplements forestiers visant à répondre aux objectifs de l’aménagement forestier. En France, 26% de la récolte en forêt publique est constituée de bois dépérissants.
En français québécois, le terme de foresterie est plus souvent employé. Il englobe cependant l'ensemble des activités liées à la forêt. Le terme de sylviculture est alors réservé au sens plus restreint des seules règles et techniques de la gestion forestière.
Historiquement, la sylviculture a ses racines dans des pratiques souvent anciennes. Cependant, c'est à partir de la fin du XVIIIe siècle, notamment à l'initiative de praticiens allemands, que les méthodes sylvicoles ont été décrites et théorisées.
Concrètement, les forestiers interviennent sur les peuplements d'arbres de manière additive, en plantant ou en stimulant la régénération naturelle, et de manière soustractive, en récoltant le bois ou les autres produits, également en réduisant de manière sélective une partie de la végétation pour concentrer le développement des arbres et des divers végétaux qui sont maintenus.
On considère principalement les aspects sylvicoles suivants :
- les objectifs : choix de produits ou services visés ; avec objectifs de quantités et qualités, des échéances et d'éventuelles exigences sociales et/ou environnementales ;
- les traitements sylvicoles : ils dépendent des choix de modes de croissance visés et du renouvellement retenu pour le peuplement forestier ;
- l'aménagement forestier : Il vise et planifie un type de gestion ou d'équilibre des classes d'âge, et pose différents objectifs et interventions, répartis sur l'étendue de la forêt ;
- les coupes : choix et programmation (de la préparation au débardage) des dates, lieux, durées et modes de coupe ;
- les travaux : ils sont entrepris par les forestiers ou des sous-traitants sur la végétation, éventuellement sur le sol ou les équipements, pour assurer le développement des arbres et de la forêt conformément aux buts poursuivis par l'aménagement.

## Histoire de la sylviculture

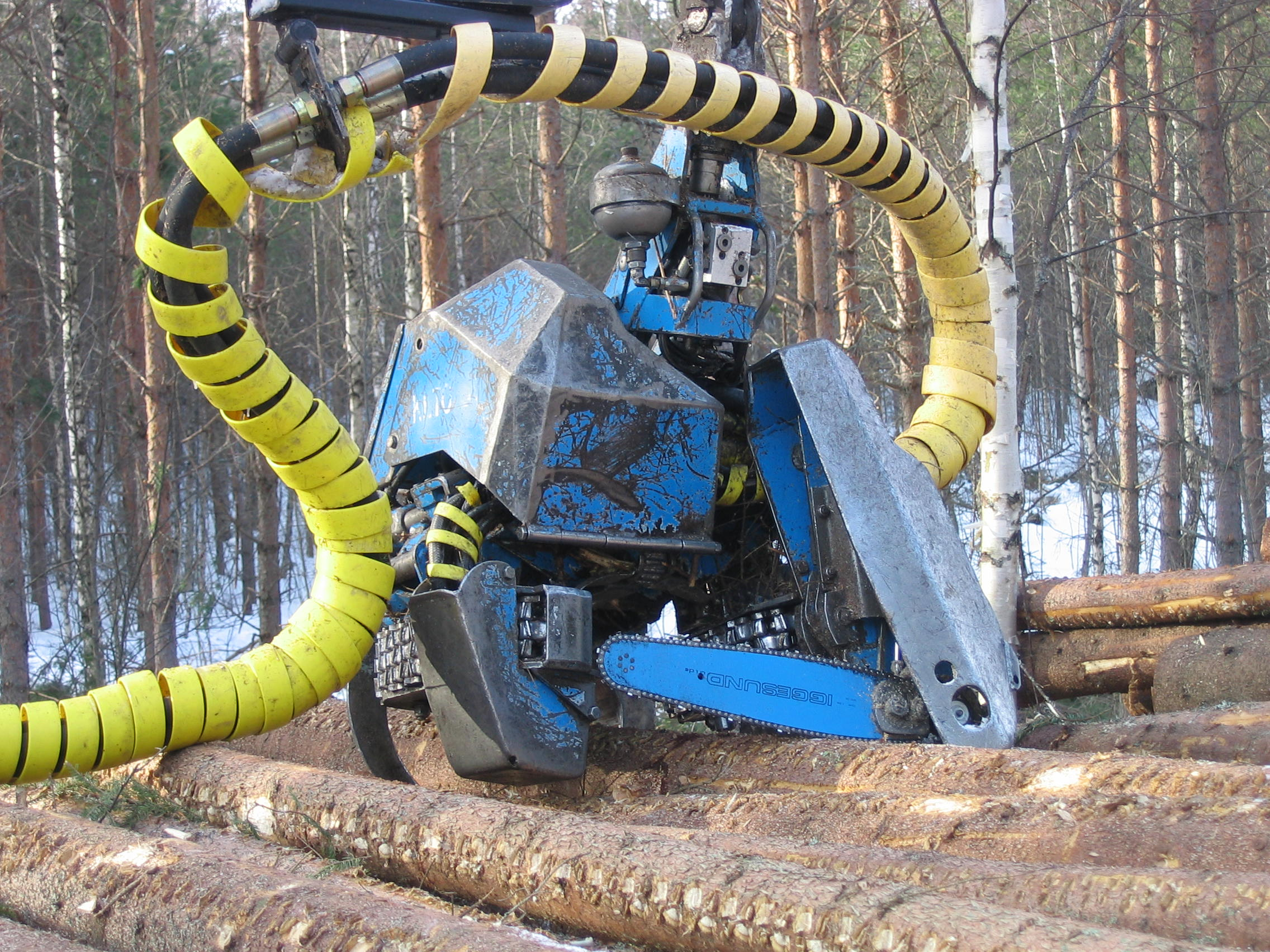
En Europe du Nord notamment, une forte tendance à la mécanisation des coupes a fait fortement reculer le métier de bûcheron, pour ce qui est du nombre d'emplois.

La sylviculture a des racines probables dans la Préhistoire et la Chine, qui l'a développée tout en déboisant rapidement une grande partie du territoire dès 8 000 ans avant nos jours. La sylviculture était une science suffisamment reconnue pour qu'en 221 av. J.-C., lorsque l'empereur Qin Shi Huang ordonna de brûler tous les ouvrages indésirables, il fit trois exceptions pour les seuls livres traitant de médecine, d'agriculture et de sylviculture.
En Europe, la sylviculture (comme art et science) a également ses pères fondateurs : le premier Duhamel du Monceau (1700-1782) publie un ouvrage sur l'exploitation des bois, déjà très complet. Mais la sylviculture moderne naît en Prusse, grâce aux travaux de Georg Ludwig Hartig (1764-1837) et Heinrich Cotta (1763-1844). Ces deux scientifiques formeront des écoles de sylviculture en Prusse, attirant de nombreux étudiants étrangers (Russes, Suisses, Autrichiens, Espagnols). Parmi ces étudiants se trouvent des Français qui deviendront les futurs maîtres de l'École royale forestière de Nancy. Cotta fut le premier à employer le terme « sylviculture », notamment dans son ouvrage le plus célèbre Instruction à la sylviculture (1817). La sylviculture française s'enrichit ensuite des apports successifs de Bernard Lorentz (1774-1865) et d'Adolphe Parade (1802-1864).
Sur tous les continents, des secrets et des savoirs ouverts se transmettaient sur les manières de planter, sélectionner, ou tailler les arbres. Les écoles de sylviculture ont diffusé les pratiques et le savoir-faire, avec plus ou moins de bonheur et d'efficacité, qu'on peut classer entre deux tendances opposées :
- imitation de la forêt naturelle (tendance Prosilva) ou de ses lisières, avec des pratiques extensives valorisant la sylvigenèse naturelle et la régénération, avec une sélection lente, et parfois quelques plantations alimentaires (ex: citronniers ou cacaoyers plantés en forêt, plantation de deux sagous par sagou coupé)[7] ;
- systèmes artificiels et intensifs, appuyés sur des plantations en monoculture, des techniques d'inspiration agricole (labour, sous-solage, amendements, engrais, pesticides, élagages), des pépinières et une sélection importante (gènes, graines, plants, baliveaux, arbres en croissance, porte-graines), de plus en plus appuyée sur des modélisations et logiciels de gestion[8].

### France
Avant le XIXe siècle, la forêt française avait fortement régressé : du Moyen Âge jusqu'au milieu du XIXe siècle, on a assisté à une période de défrichage intensif visant à gagner des terres de culture, récolter plus de bois de chauffage, de boulange et de bois d’œuvre.

#### Époque contemporaine
La Révolution française confisque les forêts, propriétés essentiellement royales, seigneuriales et du clergé et en fait des biens nationaux qu'elle revend progressivement aux bourgeois afin de rembourser les emprunts contractés par l’État. Sous la Restauration, la forêt redevient un enjeu économique, notamment pour les régions les plus défavorisées. Le code forestier de 1827, inspiré de celui créé par Colbert, a finalement bloqué la régression du couvert forestier. Dans le même temps, un renouveau forestier était favorisé par les alternatives fossiles tel que le charbon, le pétrole, le gaz naturel et éventuellement l'électricité nucléaire, sans oublier l'exploitation massive (surexploitation parfois) des forêts tropicales. Ces alternatives ont par ailleurs fortement contribué au développement économique des pays riches, qui a encouragé à une urbanisation centralisée (et donc un exode rural libérant des terres aux plantations ou à l'enfrichement et à la forestation spontanée). Des primes d'État et détaxations ont également encouragé les sylviculteurs à étendre leurs surfaces boisées, alors que l'amélioration des rendements agricoles et la concentration de l'agriculture sur les sols les plus riches libéraient les terres les plus pauvres ou pentues, créant une augmentation de terrains pouvant être reboisés. Alors que les plantations de faible intérêt sur le plan de la biodiversité gagnaient du terrain, le bocage, l'agrosylviculture traditionnelle et des arbres isolés et d'alignements reculaient ou disparaissaient rapidement, avec leur biodiversité… les remembrements et primes à l'arrachage des haies et fruitiers, etc. ont eu des impacts très importants en Europe, et notamment en France dans les années 1960 à 1980. Également à cette époque, on a reboisé certains territoires pour les remettre en valeur (Sologne, Limousin), pour combattre l'érosion (Cévennes) ou pour fixer les dunes (Landes).
Depuis 1850, le territoire boisé a presque doublé (de 9 millions d’hectares en 1850 à 15,5 millions en 2001) et depuis 1980 elle progresse de 70 000 ha/an. 80 millions d’arbres sont annuellement plantés en France (2,5 arbres par seconde).

#### XXIe siècle
En 2005, 51,5 millions de mètres cubes de bois sont produits en France.
En 2006, 75 % du volume de bois commercialisés dans les forêts domaniales était vendu « sur pied » par adjudication le plus souvent, avec 6 658 000 m3 de bois récoltés annuellement (résultats moyens 1995-2004 exprimés en volume « bois forts »).
En 2007, la forêt française (publique et privée) couvre à nouveau plus de 25 % du territoire national, au profit d'une sylviculture plus étendue (résineux et peupleraies notamment). Sa répartition et la composition de ses espèces ne sont pas liées qu'aux seules conditions édaphiques et climatiques. Un « Règlement national d’exploitation forestière » (RNEF) a été publié en complément des clauses générales des ventes de bois. Il contient les prescriptions relatives à l'exploitation forestière qui étaient antérieurement dispersées dans plusieurs documents (clauses générales des ventes de bois sur pied, clauses communes territoriales), et vise à ce que l'exploitation diminue son impact environnemental et sur la régénération de la forêt, respecte les biens et personnes, dans toutes les phases de la mobilisation des bois.
En 2008, 27 % du territoire est boisé. Un tiers est domanial ou communal et deux tiers sont privés.
En 2019, la forêt en France métropolitaine couvre 17 millions d'hectares, (168 000 km2) soit 31 % du territoire. 138 espèces d'arbres sont présentes dans la forêt métropolitaine,.
Un inventaire national des différentes essences présentes en France est réalisé à intervalles réguliers.
La filière forêt-bois française représente 425 000 emplois répartis dans 60 000 entreprises.

## Objectifs sylvicoles
Traditionnellement, la sylviculture visait à fournir une récolte prévisible de produits de commodités (le bois). Dans le contexte actuel de la foresterie, la sylviculture vise également à attribuer d'autres valeurs non marchandes au milieu forestier telles que la stabilité des sols pour limiter les risques d'érosion, le maintien des populations indigènes d'organismes vivants et l'amélioration de leurs habitats, la production de la nourriture pour la faune, l'amélioration des qualités visuelles du paysage, la création des espaces récréatifs, etc. Cependant, certains facteurs peuvent affecter le potentiel sylvicole d'un peuplement et l'intensité d'aménagement.

## Rôle de la sylviculture
La sylviculture ne peut se résumer à la seule culture des forêts, compte tenu de la complexité et de la longévité du domaine biologique – les arbres – sur lequel elle intervient. Véritable synthèse de nombreuses sciences dans lesquelles l'écologie tient une place importante, la discipline, qui repose également sur des bases économiques, peut se définir comme l'art d'appliquer des techniques fondées sur des bases scientifiques (biologiques) afin de contrôler le développement naturel des forêts et de guider leur évolution dans la direction voulue.
La sylviculture s'appuie sur l'observation et la connaissance des processus naturels pour les reproduire dans la gestion des forêts. L'intervention raisonnée de l'homme doit viser à corriger par petites touches successives l'évolution naturelle des peuplements qui serait contraire aux objectifs de la gestion.
En phase avec l'évolution des besoins de la société, la sylviculture doit aussi être plurielle, c'est-à-dire adapter ses techniques, ses moyens et ses coûts en fonction des objectifs que le propriétaire fixe, dans un contexte donné, face à deux contraintes déterminantes : l'économie, qui pèse et pèsera de plus en plus lourdement sur la sylviculture ; l'écologie et les exigences sociales, qui doivent être nécessairement prises en compte

### Les trois facteurs

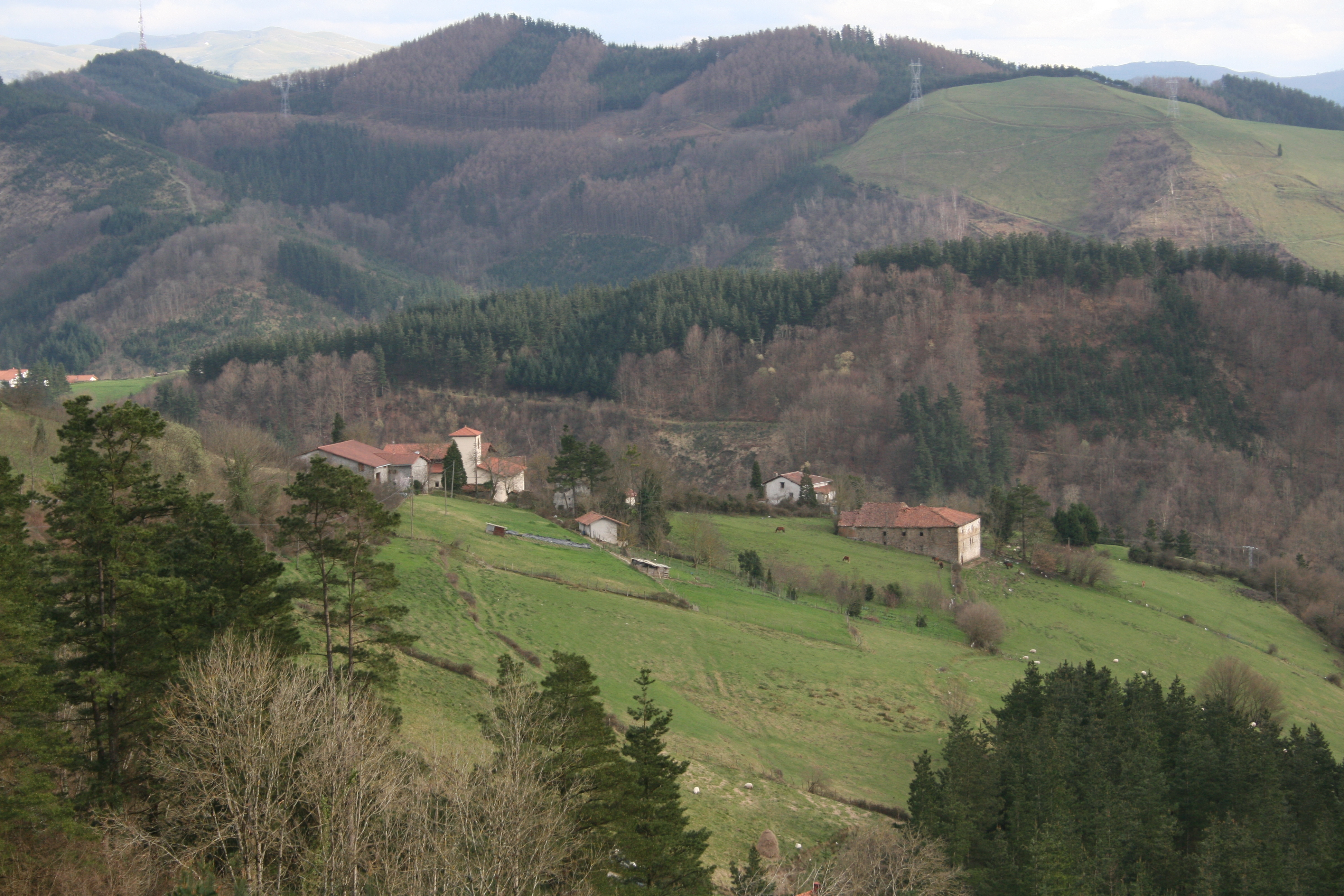
Les catalogues des stations forestières sont faits pour aider les propriétaires et forestiers à encourager les espèces les plus adaptées au contexte édaphique (sol, pente et contexte biogéographique et climatique).

Apparaissant comme le moyen de faire évoluer la forêt vers des objectifs à long terme tout en respectant l'environnement, la sylviculture « souhaitable » en un lieu donné dépend schématiquement de trois principaux facteurs :
- Les conditions « stationnelles » : elles déterminent les possibilités de croissance et d’utilisation des diverses espèces végétales ; elles limitent le choix des essences qui pourront être utilisées. Elles peuvent aussi inclure des restrictions imposées par la nature du terrain. Elles peuvent en outre imposer des précautions sylvicoles, voire certains types de sylvicultures ; c’est le cas des stations forestières rares et remarquables, certains milieux humides par exemple ; c’est encore le cas des stations fragiles, soumises à des risques prononcés d’érosion, d’engorgement par remontée du « plan d’eau », de dégradation d’un sol peu stable, etc. Ses conditions dépendent de la nature du sol (argile, limon, podzol…) et du climat. Par exemple, une précaution peu connue est la prévention de la compaction du sol dû au passage répété d'engins. Les manœuvres peuvent être planifiées pour ne pas passer deux fois au même endroit (puisque trois passages suffisent pour une compaction maximale du sol), et des engins plus légers ou à chenille peuvent être choisis. Les opérations sont à faire par temps de gel si possible (car le sol gelé est moins vulnérable à la compaction). Dans l'impossibilité d'un meilleur choix, il faut planifier des chemins avec soin afin de minimiser la superficie compactée.
- L’état de l’écosystème forestier : il est lié notamment aux essences, aux structures, aux densités des peuplements en présence, peut apporter de fortes contraintes au sylviculteur. Il ne serait pas une bonne idée, par exemple, d’appliquer un traitement de futaie jardinée à un vieux peuplement à faible durée de survie ou d’éclaircir fortement et rapidement une futaie devenue trop dense ;
- Les objectifs fixés : pour le moyen et le long terme, ils contribuent d’une manière décisive aux choix sylvicoles. Des objectifs multiples sont généralement associés : la gestion est dite « intégrée » ou « multifonctionnelle ». Mais certains objectifs généraux ou transversaux sont pris en compte dans toutes les sylvicultures :
  - objectif de conservation de toutes les potentialités au profit des générations futures, ce qui la qualifie de gestion ; cet objectif interdit toute transformation irréversible ; il impose le maintien, à titre de précaution, de toutes les ressources biologiques, espèces animales et végétales, écotypes, gènes… ; il va maintenant au-delà en incluant la conservation de tous les éléments de la biodiversité, avec une attention particulière aux éléments les plus remarquables ;
  - objectif de maintien ou de conduite de la forêt vers les mosaïques d’écosystèmes les plus stables grâce à des essences et des structures bien adaptées et à l’équilibre judicieux entre les divers stades d’évolution ; cet objectif répond à un haut niveau d’ambition pour une « gestion durable » ;
  - objectif de maintien des types de paysages caractéristiques et appréciés ou d’atténuation des modifications paysagères ;
  - autres objectifs sont affectés spécifiquement à telle ou telle zone ; ce sera, par exemple, la production de bois d’œuvre, l’accueil du public, la protection d’un paysage remarquable, la rétention de la neige, la préservation d’une espèce ou d’un milieu rare, la conservation des processus naturels d’évolution. Plusieurs objectifs spécifiques sont souvent associés ; ainsi des objectifs de protection et d’accueil accompagnent généralement l’objectif de production ; mais la même sylviculture ne peut généralement pas les optimiser tous en même temps ; l’un d’eux est choisi comme étant « l’objectif déterminant » : il induit le modèle de sylviculture à appliquer et ces modèles de sylviculture sont nécessairement très divers. Ces considérations montrent qu’il ne peut y avoir un type général de sylviculture, mais plutôt des sylvicultures très diverses, adaptées aux stations, aux peuplements et aux objectifs en chaque endroit. Elles montrent que les sylvicultures ne peuvent être figées dans le temps et changent selon les nouveaux objectifs.

Il arrive qu'une sylviculture douce soit maintenue dans certaines Réserve naturelle ou Réserve biologique (domaniale, forestière, dirigée, etc. ; par exemple pour contrôler des essences invasives et/ou exotiques, ouvrir des clairières, etc.)

### Conditions de croissance et stations forestières
La caractérisation des milieux par la typologie des stations forestières est l'un des préalables à une gestion forestière raisonnée. Elle permet d'éviter l'introduction d'essences inadaptées au contexte édaphique (sol + climat).
L'anticipation du risque de sécheresse, d'inondation ou d'incendie majeur à moyen ou long terme est également un facteur de réussite, de même qu'une diversité génétique élevée et adaptée au contexte et une protection systématique de l'humus forestier et des racines très vulnérables au tassement, et pourrait le devenir plus encore dans un contexte global de modifications climatiques.
Comme on l'a montré en agrosylviculture, si la concurrence herbacée freine dans un premier temps la croissance du jeune arbre, elle a l'avantage de le forcer à précocement enfoncer ses racines plus profondément ; l'arbre résiste alors mieux aux rongeurs (tels que campagnols en Europe) et aux aléas climatiques, faillant l'infiltration et la rétention d'eau, et trouvant plus facilement l'eau en saison sèche. Le gainage par les herbacées favorise aussi un tronc droit sans élagage précoce et donc avec moins de risque d'infection fongiques ou bactériennes à partir des plaies d'élagage.
L'évapotranspiration herbacée est maximale au début du printemps quand l'eau ne manque pas encore. Elle diminue ensuite (par apparition des « chaumes » et par manque de lumière sous le couvert arboré). Si un drainage est nécessaire pour limiter l'engorgement peu propice au débardage, l'eau peut parfois être conservée à proximité. Pour que l'eau manque moins en été, il peut être utile de restaurer les capacités de stockage de l'eau et d'infiltration (le BRF peut y contribuer, de même éventuellement qu'une récupération et infiltration des eaux de drainage de la forêt. Plutôt que d'aménager des barrages ou bassins, le retour des castors et de leurs réservoirs s'est montré efficace en Amérique du Nord et plus récemment en France). Dans l'hémisphère nord, la réintroduction du castor peut permettre grâce à ses barrages de retenir l'eau et fortement limiter le risque d'incendie,. Ceci est toutefois impérativement à éviter dans l'hémisphère sud où la plupart des arbres de ripisylves ne recèpent pas naturellement quand ils sont coupés par les castors (qui sont alors responsables de dégâts importants, par exemple là où ils ont été introduits au sud du Chili).
L'abroutissement par certains herbivores (cerf, chevreuil, lapins), ne pose théoriquement pas de problème pour les peuplements, sauf en cas de déséquilibre sylvocynégétique au premier stade en cas de plantations.

### Objectifs économiques
Pour des raisons économiques, la sylviculture cherche à ajuster son offre de bois à la demande, ce qui est particulièrement difficile étant donné la lenteur relative de croissance des arbres et parce que la demande peut varier dans le temps. Par exemple, Colbert plantait pour la marine, mais quand les chênes sont arrivés à maturité, les navires étaient construits en acier. Plus tard, après la guerre, on a encouragé la culture des résineux pour la construction, mais ce marché n'a pas répondu aux espoirs des forestiers.
Un choc pétrolier peut faire grimper le prix du bois, qui peut chuter 10 ans après.
La croissance des importations de bois tropicaux a fait perdre leur rentabilité à certains bois locaux.
Une tempête, des incendies et les modifications climatiques sont des aléas mal anticipés affectant la production.
Tous ces facteurs font qu'il est difficile d'assurer un volume constant à un certain prix année après année, autrement dit un revenu fixe. Pour tenter de contrer ces périodes de difficultés économiques, l'idéal est de trouver d'autres sources de profits que la matière ligneuse dans le peuplement, tel que les activités récréatives, les droits de chasses et la récolte de produits non-ligneux.

### Objectifs écologiques
À long terme, la sylviculture a besoin d'une certaine diversité génétique. La forêt naturelle ou peu anthropisée joue un rôle de conservation génétique d’espèces animales et végétales et, si son étendue est suffisante, des processus d’évolution. Par contre, dans l'hémisphère nord et dans plusieurs zones tropicales, les forêts ont depuis 2 000 ans beaucoup régressé et elles sont de plus en plus fragmentées. Pour celles faisant l'objet d'une sylviculture, souvent très artificialisées, elles perdent parfois des éléments biologiques remarquables que des gestions passées avaient su conserver. Des opérations sylvicoles (conversions de peuplements très artificiels en peuplements plus naturels) peuvent être nécessaires pour assurer la pérennité de ces éléments.
Sur un plan social ou socioculturel, certaines formes de sylvicultures permettent de façonner, restaurer ou maintenir certains paysages, créant des conditions d’accueil et d’ambiance appréciées du public. Certains sylviculteurs cherchent ainsi à limiter l'impact visuel des coupes à blanc, par exemple en diminuant leur taille ou en conservant une bande boisée. Ces bandes serviront à cacher le site de coupe, mais aussi de corridor biologique et de lisière protectrice pour les parcelles plantées ou en régénération.
De plus, une forêt protégera généralement mieux contre des départs d’avalanches, éboulements ou glissements de terrain si elle présente (en permanence) une composition, une structure et des classes d'âge adaptées, état qu'une gestion active peut contribuer à entretenir.
Une étude du CEMAGREF a conclu qu'en Europe la richesse des espèces animales et végétales a tendance à être moindre dans les forêts exploitées que dans celles non exploitées, mais que les résultats diffèrent selon les espèces. Les espèces pionnières de plantes à fleurs et de fougères peuvent être favorisées par des coupes qui leur procurent de l'espace et du soleil. Par contre, la richesse spécifique des mousses, des lichens, des coléoptères saproxyliques et dans une moindre mesure des champignons est moins forte dans les forêts exploitées. Environ 7 000 espèces d'insectes, champignons, mousses, pics ou chauve-souris dépendent du bois morts directement ou indirectement. Or, le bois mort est habituellement un des principaux « chaînons manquants » en forêt exploitée (plus ou moins selon l'intensité de la gestion sylvicole, mais il en manque toujours). L'étude montre également qu'une partie de la biodiversité forestière se reconstitue avec le temps. Le problème est que la recolonisation peut être difficile, voire impossible à échelle humaine de temps, sans une politique de gestion restauratoire à long terme et sans la création d'un réseau de « forêts anciennes » incluant « des réserves intégrales à l'échelle européenne ». Une sylviculture dite « proche de la nature » inclut généralement ces objectifs, mais souvent sans vision globale de type réseau écologique et sans réserves naturelles. Par ailleurs, les mesures de gestion dite « conservatoire » (rétention d'arbres sénescents, augmentation des volumes de bois mort…) sont trop peu souvent évaluées de manière scientifique. Idéalement, un bon plan sylvicole permettrait de maintenir un habitat de qualité (en conservant des débris ligneux ou des chicots par exemple) pour toutes les espèces de l'écosystème, tout en permettant une récolte de bois.

## Régimes et traitements sylvicoles

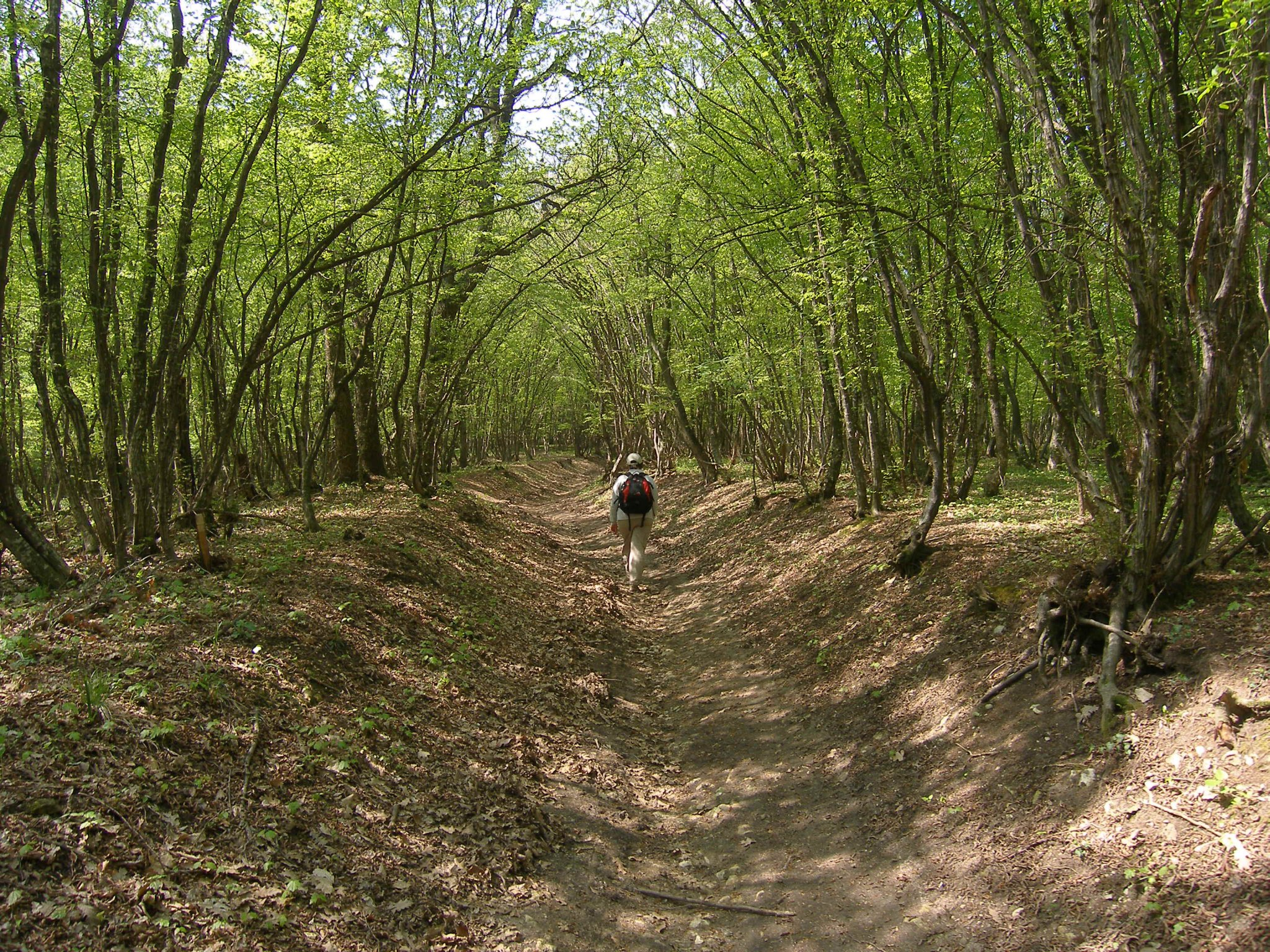
Ce taillis de charmes, près de Shumen (Bulgarie), montre bien l'alignement et groupement des tiges en cépées le long d'un ancien fossé de drainage. À droite, l'érosion a déchaussé une partie des racines du charme.

Les forestiers ont développé des techniques pour adapter les forêts à leurs attentes et « conduire » les arbres jusqu'au stade que le sylviculteur considère être leur stade de maturité ou un âge suffisant pour leur « exploitabilité ».
En France, au niveau de l'« unité de gestion », on parle de :
- régime sylvicole ; pour décrire les modes de renouvellement des peuplements forestiers ;
- traitement sylvicole ; pour décrire d'une part la nature des opérations sylvicoles qui vont structurer le peuplement, et d'autre part son organisation.

### Régime
C'est le premier critère de description d'une sylviculture. Il porte sur l'origine des arbres. Ceux-ci sont-ils issus de semences (graines) ou ont ils repoussé à partir de rejets de souche ou de drageons, ou la forêt est elle issue d'une régénération naturelle ? L'école française distingue traditionnellement trois régimes de base :
- la futaie, dont les arbres, nés d'une graine, développent généralement un tronc unique ou fût ;
- le taillis, où plusieurs tiges, issues de bourgeons réactivés par une coupe, partent d'une même base et forment une cépée ;
- le taillis sous futaie, un régime mixte combinant taillis et futaie sur la même parcelle.

En régime de futaie, les graines peuvent provenir d'arbres semenciers préexistant sur place, avoir été apportées naturellement par le vent ou les animaux, avoir été semées volontairement par les forestiers ou avoir été germées en pépinière afin que ce soient de jeunes plants qui soient installés en forêt. La futaie peut produire des arbres qui donneront un maximum de bois d'œuvre. Le régime du taillis ne peut s'appliquer qu'à des espèces qui rejettent naturellement de souche (châtaignier, charme, chêne, érables, frêne, saule, peuplier, robinier, etc.). La perpétuation du couvert forestier est ainsi obtenue de simples coupes de « rajeunissement », c'est-à-dire par voie végétative. Le taillis sert surtout à produire des tiges de faible circonférence, traditionnellement destinés au chauffage. Le régime du taillis sous futaie, en combinant les deux principes précédents permet de produire à la fois du bois de chauffage et du bois d'œuvre.

### Traitement
C'est le second critère de description d'une sylviculture. Il s'attache à la répartition des classes d'âge.
Si les arbres sont tous sensiblement du même âge (forêt équienne), le traitement est dit « régulier ».
Si au contraire, tous les âges sont représentés dans une certaine proximité (forêt inéquienne), le traitement est dit « irrégulier ».
Pour la futaie, il existe donc des futaies régulières et des futaies irrégulières.
Pour le taillis, le traitement est en principe régulier car tous les arbres ont été coupés puis ont repoussé en même temps : c'est le taillis simple. Il existe aussi de rares cas de taillis irréguliers, notamment le taillis fureté, dont on ne coupe à chaque fois qu'une partie des tiges des cépées qui ont alors des âges de repousse différents.
Dans le taillis sous futaie, le traitement du taillis est régulier, celui de la futaie est irrégulier.
Selon l'intimité du mélange des générations, selon la progressivité de l'obtention des régénérations, selon l'essence forestière ou le mélange d'essences, l'expression des traitements sylvicoles connaît en fait de multiples variations.
En zone tempérée, on rencontre par exemple :
- des futaies régulières avec coupe de régénération à blanc, lorsque le peuplement arrivé à maturité est récolté en bloc et la nouvelle génération installée en une fois ;
- des futaies régulières avec coupes de régénérations progressives, lorsque le passage d'une génération à la suivante s'étale sur plusieurs années, voire plusieurs décennies ;
- des futaies jardinées, qui sont des futaies irrégulières où les arbres de différents âges sont mélangés pratiquement pied à pied (forêts mélangées et irrégulières[25]) ;
- des futaies irrégulières par bouquets ou par parquets, lorsque les arbres de même âge sont groupés par petites zones ;
- des taillis sous futaie classiques, entièrement feuillus, à une ou plusieurs essences ;
- des taillis feuillus sous une futaie résineuse ;
- des taillis simples ;
- des taillis furetés ;
- une gestion en futaie hétérogène et mélangée, basée sur renouvellement constant de la forêt, par régénération naturelle, le traitement étant irrégulier (par bouquet, parquet ou pied à pied) ;
- etc.

## Système sylvicole
Un système sylvicole est l'ensemble des traitements sylvicoles, caractérisés par leurs modalités de coupe, mais aussi de « régénération » et leur séquence temporelle dans un peuplement. Il repose sur trois composantes, à savoir la régénération, l'éducation (qui inclut la protection et l'amélioration de la qualité du peuplement) et la récolte.
Traditionnellement, la valeur d'un système se rapportait uniquement à la production de la matière ligneuse commercialisable. Actuellement, avec l'aménagement intégré des ressources, d'autres valeurs, telles que les valeurs non ligneuses, sont prises en considération, par exemple :
- la stabilisation des sols et la prévention de l'érosion (avec parfois labour et apports d'engrais ou de boues d'épuration[26])
- le maintien des populations indigènes d'organismes vivants
- l'amélioration de leurs habitats
- l'amélioration de la qualité de l'eau et de l'habitat
- la production de la nourriture pour les animaux
- l'amélioration des qualités visuelles du paysage
- création d'opportunité d'usages récréatifs

De règle générale, un système sylvicole va varier en intensité selon les paramètres observés au sein de l'écosystème après les traitements:
- sa résistance face à la perturbation
- le maintien de ses caractéristiques, fonctions et processus de base
- la récupération et retour au fonctionnement normal après la perturbation (résilience)

## Coupes de bois
Le sylviculteur manipule les peuplements et pour ce faire, il est souvent amené à couper les arbres. La coupe contribue à payer les frais des opérations et à fournir un revenu au propriétaire. Ces actions structurent les arbres d'un écosystème, assurent une production soutenue de produits de valeur à long terme, développent les caractéristiques visuelles d'un peuplement, influencent l'interception des précipitations et autres propriétés hydrologique d'un site, fournissent un couvert particulier pour la faune, stimulent ou ralentissent différents processus de sous-bois, etc. Lorsque les marchés sont disponibles, aussi bien les gros arbres que les petits peuvent offrir un revenu (bois d'œuvre ou bois énergie en billons ou plaquettes forestières), ce qui permet de faire plusieurs traitements. Par conséquent, la récolte est, pour le sylviculteur, un moyen d'arriver à ses fins.

### Systèmes d'exploitation des arbres
Il existe quatre méthodes principales d'exploitation forestière, appelées « systèmes d'exploitation sylvicole ». Dépendamment des caractéristiques du peuplement et des moyens du propriétaire, le forestier choisira une ou l'autre des méthodes.
- La coupe rase : Abattage de la totalité des arbres d'une parcelle forestière. Différentes raisons peuvent la motiver : raisons sanitaires, récolte, changement d'essence ou bénéfice économique direct[27].Cependant cela met en périple l'écosystème et annule les effets non commercial de la foret tel que la rétention de l'eau qui aide à limiter les inondations et la protection contre l'érosion des sols[28].
- La coupe avec rétention : elle ressemble beaucoup à la coupe rase, toutefois comme son nom l'indique, une partie plus ou moins grandes du peuplement est maintenant sur pied après la coupe. Par exemple, dans le cas d'une coupe avec rétention de semenciers, on laisse environ 10 % des arbres ayant un bon phénotype comme reproducteurs dans toute la zone de coupe par dispersion des graines. On peut aussi qualifier cette coupe selon la dimension morceaux de forêts retenue; soit dans un ordre croissant, une rétention par tige, bouquet, îlot ou bande. Cette technique permet de favoriser une régénération naturelle de qualité, mais peut avoir les mêmes conséquences qu'une coupe rase sur l'écosystème puisque la rétention forestière ne peut pas jouer le rôle d'habitat faunique de la forêt initiale compte tenu de sa petite taille et de l'effet de bordure auquel elle est sujette.
- La coupe progressive de régénération : elle se définit par une série de coupe prélevant à chaque passage un certain pourcentage des arbres d'un peuplement ayant atteint la maturité économique (9cm de DHP). Cela permet l'ouverture du couvert forestier, l'élimination des arbres dominés, et favorise la régénération naturelle produite à partir des semences provenant des arbres dominants et codominants conservés comme semenciers. La coupe finale doit avoir lieu généralement entre 5 et 10 ans après la première coupe progressive de régénération, lorsque les semis en essences principales sont assez bien distribués en sous-bois et qu'ils ont atteint une hauteur suffisante leur permettant de survivre et de croître librement de la végétation compétitive sur la superficie à traiter[29]. La coupe progressive irrégulière à couvert permanent (CPICP) est une variante de la coupe progressive qui n'aboutit pas à une coupe totale. Elle s'effectue en plusieurs passages espacés d'environ 25 ans, lors desquels un faible pourcentage (25%) des arbres matures sont prélevés.
- La coupe de jardinage : cette méthode assure la stabilité de chaque classe d'âge dans le but que la croissance de la classe inférieure vient compenser la croissance vers la classe supérieure. Cela permet de maintenir la structure et la densité résiduelle ajustée à la rotation et assure une juste proportion de l'énergie lumineuse à chaque classe d'âge. On retrouve au moins trois classes d'âge, chacune se développant aux allures d'un peuplement équienne. Toutefois, leur développement et le mélange des classes permettent de masquer cet état. Chaque rotation doit fournir suffisamment de volume pour permettre une opération de coupe rentable. Ces conditions permettent d'avoir une production maximale, entre autres en contrôlant l'intensité de la coupe, de la structure résiduelle et de la rotation. La coupe peut être faite de deux manières. La première est le jardinage arbre en arbre, qui est une coupe uniforme à travers un peuplement. La seconde est le jardinage de groupes, où on coupe en créant des petites clairières à travers le peuplement.

Les nouvelles conditions lumineuses créées par les coupes stimulent la croissance en diamètre des arbres. Les plus grands bénéficiaires de la coupe de jardinage sont les arbres de petit diamètre puisqu'ils profitent des nouvelles conditions lumineuses pour gagner en croissance. Cependant, la surface terrière s'accroît quand même uniformément dans toutes les classes et maintient la structure en équilibre. Le jardinage arbre par arbre entraîne un impact de la densité résiduelle sur la composition de la régénération. En effet, au fur et à mesure que l'intensité de la coupe augmente, l'intensité lumineuse augmente aussi, ce qui a pour effet de stimuler massivement la régénération qui va s'établir ainsi que les espèces.
Avant la coupe finale, plusieurs traitements peuvent se faire. Le premier est le débroussaillement mécanique consistant à broyer tout le sous-bois. Le deuxième est la coupe précommerciale consistant à enlever les tiges non prioritaires ou des tiges d'une grosseur inférieure à la demande de l'acheteur.

### Éclaircies
Les éclaircies sont des coupes d'arbres de franc pied au stade de « compression », c'est-à-dire de la croissance juvénile puis de brins plus âgés (baliveaux) d'une cépée (si le peuplement est dense). Elles visent à favoriser le développement des arbres présentant un intérêt (le plus souvent économique) par élimination d'arbres proches jugés moins intéressant. Le sylviculteur doit veiller à ce que l'investissement en temps et en hommes soit compensé par un gain économique, qualitatif et quantitatif des volumes récoltés. Une technique moderne mais encore peu employée, notamment prônée par l'approche Prosilva consiste à sélectionner les tiges d'avenir dès le stade fourré au stade haut-perchi, avec des moyens doux (par cassage ou annelage/écorcage au moyen d'un appareil spécialement conçu) ; les tiges meurent sur pied en retournant à l'humus forestier, ce qui minimise la main d'œuvre, le tassement et le dérangement (pas de bruit de tronçonneuse, pas de transport, recyclage in situ de la biomasse en bois mort et humus) À ce stade layons ou routes forestières ne sont pas nécessaires, ce qui laisse plus de place à la forêt et à la production de bois.
En respectant la dynamique naturelle de croissance des espèces présentes (diagnostic tendanciel), on peut - avec peu de moyens, en respectant mieux l'environnement - choisir les futures tiges d’avenir dans les jeunes peuplements, pour des rendements économiques soutenus.
La méthode de l'éclaircie peut avoir plusieurs facettes :
- L'éclaircie par le bas consiste à prélever les arbres de petit diamètre afin de dégager les sujets dominants. Cette méthode ne stimule pas la croissance des tiges individuelles, mais imite la mortalité des sujets causée naturellement par auto-éclaircie, ce qui permet de récupérer la mortalité. Elle est simple à mettre en œuvre car elle n'implique pas le marquage des arbres, ce qui permet de sauver du temps et réduire les coûts. Toutefois, le grand nombre d'arbres de petit diamètre prélevés n'ont pas une grande valeur marchande.
- l'éclaircie par le haut consiste à enlever une partie des arbres de plus grand diamètre afin de favoriser la croissance des plus beaux individus. Dans cette méthode, les arbres opprimés du sous bois ne sont pas touchés. Cette méthode permet de stimuler la croissance mais ne permet pas la récupération de la mortalité.
- l'éclaircie sélective. Elle favorise la récolte des arbres dominants à gros diamètre pour laisser les petits arbres assurer la relève. Le risque avec cette méthode est que les petits arbres laissés ont le même âge que les dominants prélevés à la seule différence que ceux-ci ont été longtemps opprimés en sous-bois d'où ils ont un potentiel de croissance très faible. Il peut y avoir une bonne réponse de la part des petits arbres à la condition qu'ils soient tolérants à l'ombre. Toutefois, cette réponse ne sera jamais comparable à celle des arbres dominants prélevés[31].

Cette méthode appauvrit le peuplement, car les arbres coupés pourraient servir de bons semenciers pour la régénération naturelle. A contrario, l'application de la coupe sélective entraîne généralement un déséquilibre de la structure du peuplement. Cette méthode ne régule pas de l'espacement et la densité résiduelle. Les conséquences visibles liées à son application apparaissent entre la première et la troisième rotation.
Effets de l'éclaircie : L'éclaircie a pour effet de raccourcir le délai pour atteindre un diamètre visé, retarder la culmination de l'AAM, augmenter la qualité et la valeur, Augmente les rendements par la récolte de la mortalité, renforce le tronc et augmente la vigueur et la résistance aux insectes et aux maladies.

## Travaux sylvicoles

### Préparation du terrain
Avant de planter ou de semer, depuis les années 1920 environ, avec l'apparition d'engins le permettant, il est (ou a été) commun, notamment en Amérique du Nord et dans certaines régions françaises (Pinède des Landes par exemple) de préparer le terrain à une plantation. La végétation existante est extraite (parfois chimiquement désherbée) ; les souches sont arrachées (à la désoucheuse) et les restes de racines et autres débris, et parfois les roches gênantes sont éliminées ou dispersées à l'aide de machines parfois lourdes. Cela vise à éliminer les plantes éventuellement concurrentes et à favoriser les conditions végétatives ou physiques de la station pour améliorer la germination, la survie et la croissance subséquentes de semis désirés. Cependant, cette méthode très agricole s'est avérée avoir des inconvénients :
- déséquilibre micro-climatique (sauf si le troués sont petites, comparables à un chablis naturel) et pédologique (l'ancien sol forestier superficiel, vulnérable, est en effet directement exposé aux rayons UV solaires et à la déshydratation) ;
- frein aux possibilités de régénération naturelle pour les espèces dites « nobles » au profit d'espèces pionnières sans valeur commerciale et qui risquent en outre d'étouffer les jeunes plants ;
- forte aggravation des risques d'érosion et de dégradation des sols, avec lessivage des minéraux et nutriments, notamment dans les sols sableux ou vulnérables ;
- compactage du sol (par les engins) et destruction de l'humus au détriment de la fertilité du sol[32] et de sa capacité à retenir l'eau[33],[34],[35],[36],[37],[38],[39] ;
- suppression de la protection offerte par les débris au sol et à de nombreuses espèces ;
- suppression des nutriments utiles aux champignons souterrains qui doivent mycorhizer les racines d'arbres en leur permettant de mieux se nourrir et de mieux ancrer l'arbre dans le substrat ; les restes de souches et de feuilles et rémanent sont des sources importantes de nutriments[33],[40],[37],[41] ;
- coûts élevés (engins, carburants, personnels, transport…) ;
- empreinte carbone élevée (au détriment de la neutralité carbone).

Des brûlis parfois difficile à contrôler sont ou ont été utilisés, de même que des produits chimiques (désherbants, produits tuant les souches et chaux et/ou engrais chimiques). Ces techniques sont moins utilisées, par manque de rentabilité et/ou parce que les populations riveraines s'y opposent de plus en plus.
En sylviculture durable, la préparation de terrain est rare, car difficiles à mettre en œuvre hors des coupes à blanc et pouvant drastiquement affecter l'écosystème forestier. De nombreuses expériences ont consisté à compenser les effets négatifs de cette préparation par des apports d'engrais chimiques ou de déchets organiques, mais avec d'autres risques et des coûts supplémentaires. Les rémanents peuvent d'ailleurs aussi être utilisés pour provisoirement protéger les ruisseaux ou amortir les troncs dans leurs chute lors des coupes avant d'être laissés en place comme source de carbone et de nutriments pour les sols et la biodiversité forestière.

### Modes de régénération

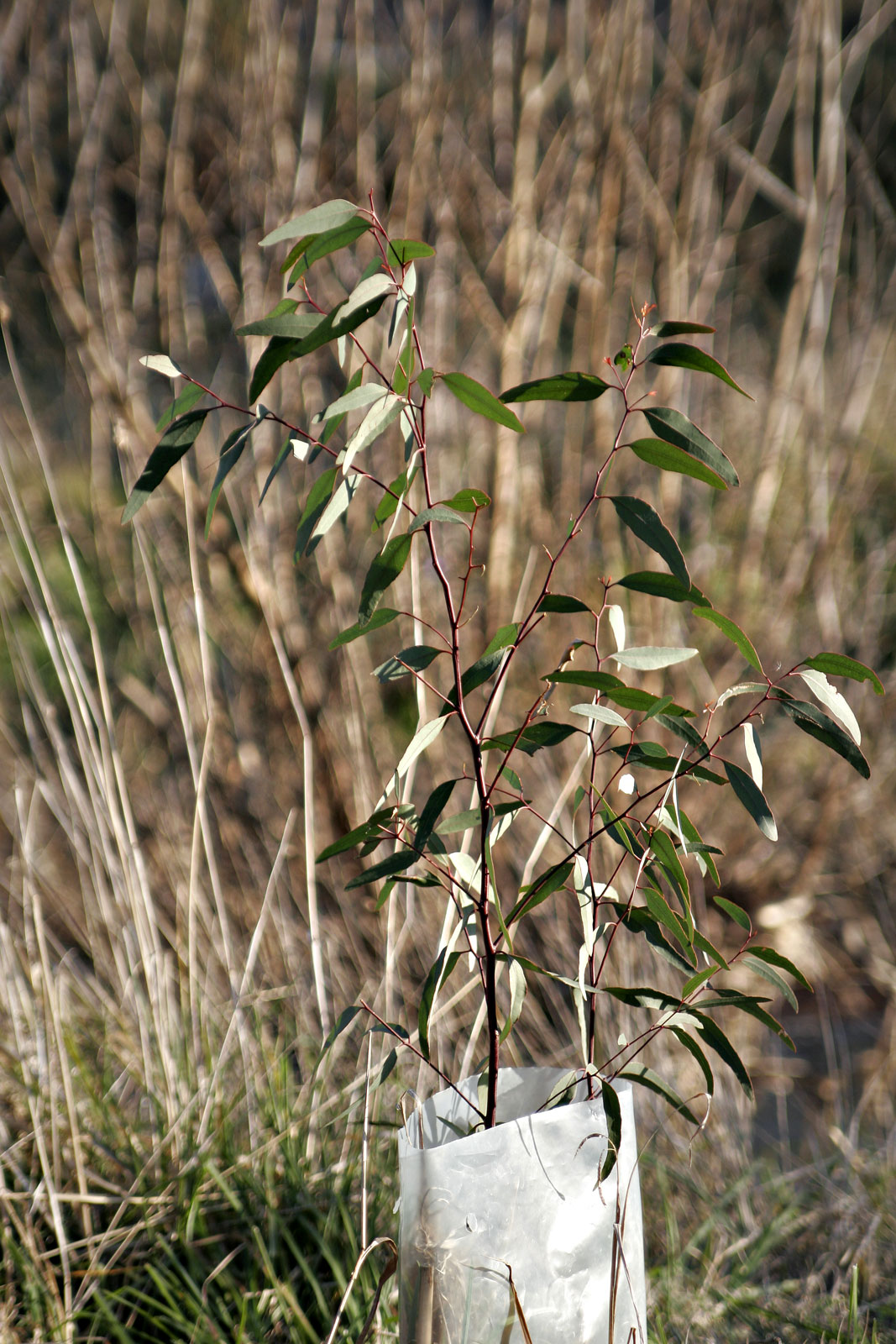
Plant d'eucalyptus de reboisement entouré de sa protection contre les lapins ou les rongeurs

La régénération est le moyen, par le renouvellement des arbres, d'assurer la pérennité de la forêt après la coupe d'un peuplement ou de quelques arbres, ou encore après une destruction de peuplement (ex : par incendie de forêt ou à la suite d'un important chablis. Il vise à permettre l'approvisionnement futur en bois et le maintien des services fournis par la forêt.
Dans le cas du traitement par la coupe rase, c'est une étape ponctuelle de relance du cycle sylvicole et la base d'un aménagement futur. Sinon, la régénération se fait de manière constante au cours de la vie de la forêt.
Différentes stratégies de régénération existent, plus ou moins interventionnistes, avec leurs avantages et inconvénients, qui varient selon les contextes et les essences. Elles peuvent être regroupées en deux grandes catégories :
- régénération naturelle. Elle tire parti de la capacité naturelle des forêts à se régénérer, à partir des graines ou propagules en place et/ou de rejets de souches (s'il n'y a pas eu de dessouchage ou destruction chimique des souches). Elle semble avantageuse dans les endroits peu accessibles, où planter est coûteux ou considéré comme étant une dépense inutile à la succession, et difficile là où certains herbivores (cervidés en France, lapins parfois) sont très présents.
- régénération artificielle. Elle se fait par plantation de plants issus de graines sauvages récoltées en forêt, ou de clones sélectionnés, ou de boutures. Elle se pratique parfois sous abri, par bandes successives. Elle permet de régénérer un peuplement dans des endroits où une bonne régénération naturelle ne se ferait pas, peu ou trop inégalement, notamment dans les parcelles en situation de déséquilibre sylvocynégétique. Elle permet d'introduire des arbres possédant un génome choisi, ou jugé plus diversifié que ceux de la régénération naturelle. Elle permet enfin un contrôle initial de la densité. Elle est de plus en plus souvent associée à un système de « cloisonnement » destiné à faciliter l'entretien et les futures coupes.

Enjeux sur le plan de la génétique forestière, et de l'adaptation :
Ces enjeux découlent d'une part du caractère sexué ou végétatif de la reproduction, et d'autre part de l'autochtonie des individus régénérés ou introduits. Les deux modes de régénération sont en effet : l'un favorable à une biodiversité spontanée ; et pour l'autre favorable à une diversité (ou homogénéité, dans le cas des clones) génétique choisie et contrôlée.
- Les promoteurs de la régénération naturelle apprécient le faible coût de régénération (simples coûts de remise en état après chantiers de coupe). Ils parient aussi sur la possibilité de bénéficier (par sélection naturelle) des meilleures qualités de la banque de graine naturelle du sol, ainsi que des qualités de celles des semences apportées (anémochorie, zoochorie, hydrochorie) des parcelles voisines qui germeront et survivront. Ils considèrent que l'autochtonie du génome des peuplements en place leur confère de bonnes potentialités sur le plan de l'adaptation au contexte édaphique (surtout si le peuplement coupé se portait bien).
- Inversement les partisans d'une régénération artificielle espèrent pouvoir contrôler au plus près les caractéristiques du peuplement futur, et récupérer les investissements financiers de plantation par un entretien futur et une récolte facilitée voire optimale (Cf. arbres alignés, peuplement homogène, cloisonnements).

Ces enjeux, avantage et inconvénients sont encore très discutés. La génétique forestière n'en est qu'à ses débuts, et chaque méthode de régénération et de traitement sylvicole ne pourra scientifiquement prouver son intérêt que comparées aux autres dans un contexte comparable, et sur plus d'un siècle. Les études en cours ou nécessaires seront en outre compliquées par le forçage climatique, des parasitoses et par des maladies qui semblent devenir plus fréquente ou toucher de plus vastes étendues de forêts.
- Sous le régime du taillis, la régénération se fait spontanément, par voie végétative. Sous le régime du taillis-sous-futaie, la régénération combine deux modes (sexués et végétatifs).
- Dans les autres cas (régime de futaie), une « régénération » se fait par voie sexuée, avec deux choix possibles pour le sylviculteur : « régénération naturelle » ou « régénération artificielle », avec dans ce dernier cas trois méthodes principales :

1. semis direct. Les graines d'arbres sont souvent sélectionnées pour une croissance et une résistance aux maladies supposées meilleures. Les graines peuvent soit provenir d'un verger à graine, soit d'arbres avec un « bon » phénotype laissé sur place à la dernière coupe. Afin de faciliter la germination, il peut être nécessaire de faire des traitements au sol (brûlis contrôlé, scarifiage, débroussaillage, etc.).
2. plantations de plants issus de pépinière. Ces plants ayant été plus ou moins sélectionnés (par exemple issu de graines de « provenance certifiée » (éventuellement au détriment de leur diversité génétique, surtout si ce sont des clones). Les plants sont alors cultivés durant au moins un an, en godets ou plus souvent en sachets en polyéthylène et de plus en plus souvent sur un substrat artificiel (tourbe-vermiculite). Ils peuvent aussi être cultivés en pleine terre puis plantés racines nues, ce qui demande un soin attentif. Il existe un risque de stress pour les arbres au moment de la transplantation, et leurs racines ou pivots peuvent avoir été déformés dans un godet ou sachet trop petit.
3. transplantation de jeunes arbres issus de régénération naturelle. Ces arbres peuvent provenir de secteur du peuplement ou l'espèce est en surnombre pour combler d'autres portions du peuplement moins bien garnis. Par exemple, des incendies répétés favorisent des espèces dont les graines ne germent qu'après les incendies. Il est alors possible de réintroduire d'autres espèces artificiellement.

Hors des écoles sylvicoles de type « Prosilva » (moins interventionnistes) ou de méthodes de type « méthode Speich », quand le forestier n’ose pas la régénération naturelle, veut boiser une grande parcelle ou veut convertir une monoculture (de type peupleraie ou pessière) en forêt, la plantation peut représenter la meilleure solution.

## Méthode de renouvellement artificiel des peuplements

### Plantation

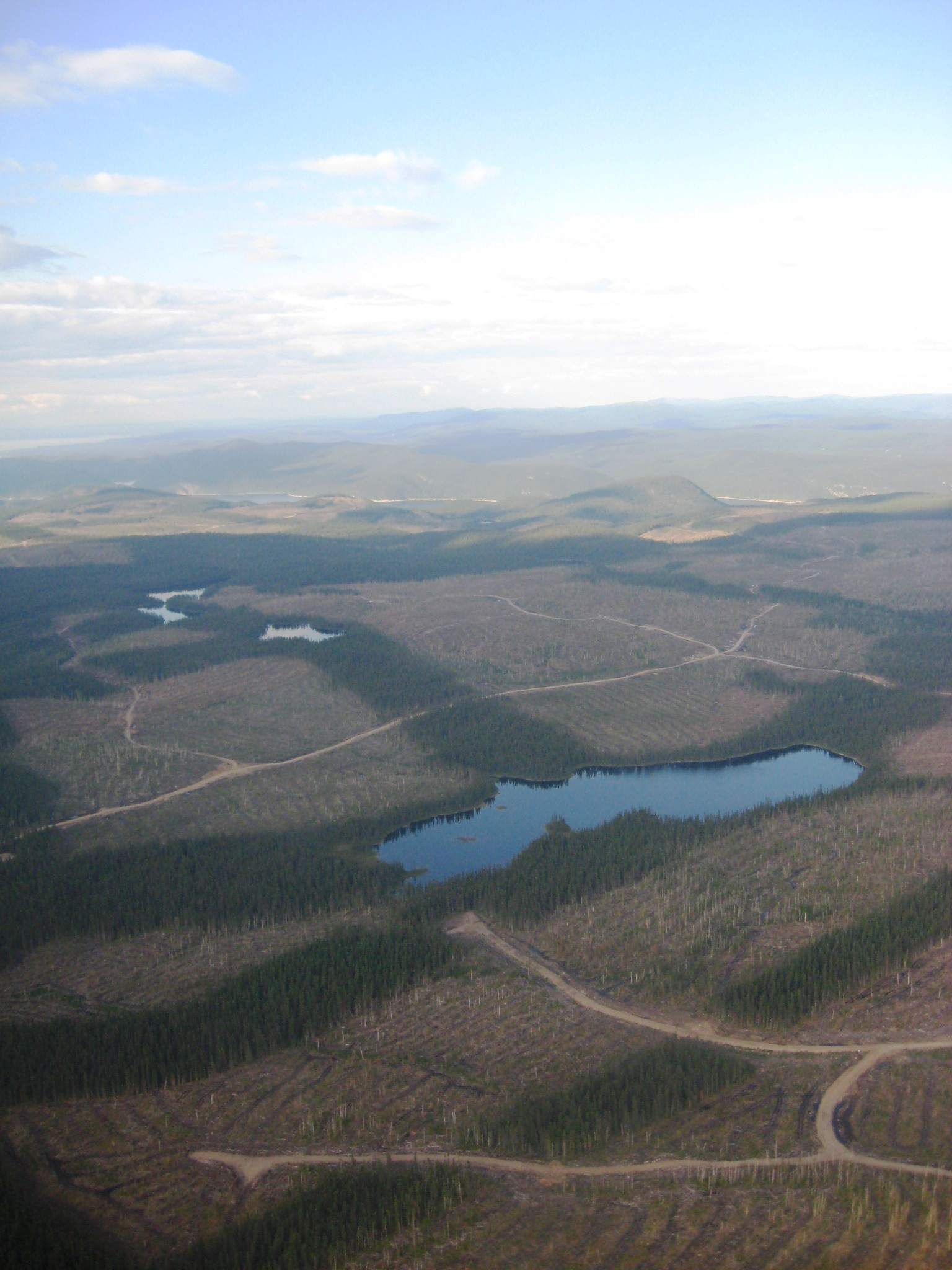
La mécanisation encourage les grandes coupes rases (ici sur l'île René-Levasseur au Canada, où quelques corridors biologiques ont été provisoirement maintenus, pour certains néanmoins fragmentés par des routes

La seconde moitié du XXe siècle a historiquement été en Europe et notamment en France marquée par une phase de plantation intensive. Celle-ci a été préparée et facilitée par la mécanisation de la plantation développée à l’occasion de la création des forêts de guerre et de zone rouge (séquelles de guerre) après la Première Guerre mondiale. Les forêts subventionnées (enrésinements des années 1960-1970, populicultures des années 1970 à 90) et le développement des futaies et coupes rases au détriment du taillis sous futaie ou de la futaie jardinée ont naturellement poursuivi dans cette voie, induisant des faciès boisés d’aspect parfois très artificiels (monocultures « en rangs d’oignons »).
La méthode a en fait été rodée en zone tropicale avec les plantations industrielles d’hévéas qui ont en quelque sorte préparé celles de palmier à huile ou d’eucalyptus, et en Europe de l’Ouest au XXe siècle où elle semblait plus en accord avec la rationalisation de la sylviculture et une volonté de maîtriser le « matériel végétal » et sa génétique. Elle a largement détrôné les techniques de semis direct considérés comme trop aléatoires et éloignées de la standardisation recherchée pour les arbres.
Selon les définitions de la FAO, les plantations (« forêt plantée » - « planted forest » en anglais ) sont considérées comme des forêts, au même titre que les forêts naturelles. Certaines associations (Mouvement mondial pour les forêts tropicales, Sauvons la forêt, Les Amis de la Terre, Greenpeace…) ou scientifiques (Francis Hallé…), défendent l'idée que « les plantations ne sont pas des forêts ». En effet, la FAO estime, dans ses statistiques, que globalement il n'y a pas de déforestation lorsque, par exemple, les défrichements de forêts tropicales riches en biodiversité, sont remplacées par des plantations d'hévéas ou d'eucalyptus. À l'inverse, les monocultures industrielles d'arbres sur des terres agricoles ou des prairies abandonnées, sont comptabilisées en afforestation (ou boisement).
La plantation de plants issus de pépinière doit mettre en balance ses avantages et inconvénients :
Avantages :
- Planter permet de choisir les essences d'arbres et les « géniteurs » (contrôle sur le génotype) et donc de créer des plantations qu'on espère parfaitement adaptées aux conditions locales et aux objectifs de rentabilité.
- Les protocoles de plantations sont connus, contrôlés et éprouvés.
- Des personnels formés existent.
- Contrôle de la densité des semis et de leur coefficient de distribution.
- Meilleure utilisation des sites.

Inconvénients :
- Coûts élevés : c’est la plus coûteuse des méthodes, notamment sur fortes pentes et dans les zones peu accessibles. De plus, il est difficile de prévoir la rentabilité de l'investissement et la perte possible des semis ;
- Appauvrissement de la diversité génétique des boisements, et donc probablement à long terme au détriment de leur résilience écologique ; la biodiversité génétique est diminuée et donc la stabilité du peuplement ou sa résistance à des maladies (en particulier rouille pour le peuplier) peuvent en pâtir. On procède en alignant et en espaçant régulièrement les plants, souvent depuis les années 1980 après un sous-solage, un dessouchage, voire un traitement désherbant, un labour et un apport d'engrais dans le cas de certains boisements intensifs (pin maritime, peupleraies, eucalyptus). Certains pays imposent une provenance certifiée des graines dont les plants sont issus, ce qui a contribué à encore diminuer l'hétérogénéité génétique des forêts plantées, au risque de diminuer leur stabilité et leur capacité de résilience écologique.
- Risques sanitaires : notamment d’introduction directe de maladies contagieuses (phytopathologies) à partir de la pépinière (rouille, feu bactérien, chancres bactériens, parasites…) et peut être risque de mauvaise mycorhisation ;
- Dégradation des sols, habitats naturels et des eaux de surface : cette méthode nécessite le passage d’engins forestiers qui induisent un tassement des sols, voire localement leur asphyxie. Le dessouchage chimique, voire le désherbage chimique, de plus en plus souvent pratiqués perturbent le milieu et le polluent ;
- Dégâts du gibier : La plantation induit une main d’œuvre importante et une présence humaine plus marquée et longue, susceptible d’augmenter l’abroutissement et frottis sur les plants par des animaux (qui veulent marquer leur territoire là où ils sentent l’odeur humaine).
- Les semis doivent correspondre aux conditions du site en qualité d'espèce, taille, vigueur relative pour sauver la réussite de l'établissement.

### Semis direct
Après la régénération naturelle, le semis direct est la technique qui a été la plus utilisée jusqu’au milieu du XXe siècle. Elle demande une bonne connaissance de la germination des graines, et une maîtrise des risques de prédation des graines et jeunes arbres (comme pour la plantation, avec dans ces deux cas un savoir et savoir-faire qui, pour partie, existent chez les pépiniéristes et sylviculteurs). Le bilan coûts/avantages des plantations a cependant été reconsidéré à la fin des années 1990, notamment à la faveur des réflexions suscitées par les dégâts des tempêtes, pour faire resurgir l’intérêt des semis directs.
Remarques préalables :
- Le semis direct n’implique pas d’obligation de semer des essences adaptées au substrat et au climat, mais on peut alors compter sur la sélection naturelle pour éliminer les espèces inadaptées et permettre la réapparition spontanée d’essences locales.
- Le semis direct n’implique pas non plus le choix d’essences locales, il peut donc permettre l’introduction d’essences peu favorables à la biodiversité (essences introduites, adaptées au contexte édaphique, mais non aux écosystèmes qu’elles risquent de perturber ou dégrader), voire d’espèces qui pourraient devenir invasives.

Avantages :
- Meilleure résilience pour le futur boisement, mais à condition qu'il s'agisse d'essences locales et adaptées aux conditions stationnelles.
- Les coûts étant diminués, le sylviculteur peut se permettre une forte densité de points d'ensemencement qui encourageront une meilleure sélection naturelle, des arbres bien droits dans la course à la lumière, et un auto-élagage au fur et à mesure de la croissance du boisement.
- Comme le recommandent certains forestiers (Andréas Speich par exemple), les coûts moindres permettent de planter des graines d'essences pionnières dans un premier temps, et secondaires 10 à 20 ans plus tard.
- Le contexte climatique incertain et l’importance croissante donnée à la biodiversité et donc à la sélection naturelle (dont comme facteur de résilience écologique de la forêt) a – comme en agriculture – redonné de l’intérêt au semis direct. Il est à nouveau considéré comme méthode de régénération artificielle efficace et économique par exemple pour la conversion de monocultures en peuplements mélangés. Le semis direct étant presque tombé en désuétude après 1918, il avait peu été étudié scientifiquement ou pour sa rentabilité économique. À la fin du XXe siècle, certains de ses avantages ont été remis en lumière par des études en montrant l’intérêt écologique (si les essences sont locales et adaptées au substrat), sylvicole, mais surtout économique (s'il est bien maîtrisé).

Des études (d'ailleurs parfois divergentes dans leurs conclusions) avaient porté sur les conditions de réussite du semis direct, mais on manquait de comparaison directe des taux de survie et de la vigueur des arbres à moyen et long terme selon qu’ils sont issus de semis direct ou de pépinière ou d’une régénération naturelle.
- Une étude récente a conclu que les plants issus de pépinières souffrent de la transplantation et perdent une bonne part de leur avance dans les 10 premières années de reprise[45]. On a ici comparé sur 9 ans de jeunes hêtres issus de semis directs et issus de pépinière (replantés à l’âge de 1 an) ; les chercheurs ont mesuré la croissance en hauteur et en diamètre, et la biomasse sèche produite en 9 ans. Cette étude a montré qu’après 9 ans, il n’y avait déjà plus de différence entre les deux catégories d’arbres. Certains arbres issus de semis avaient même rattrapé l’année de retard qu’ils avaient par rapport aux plants (croissance d’environ 10 % plus importante).

Inconvénients :
- S'il ne s'agit pas de plantation sous couvert forestier, les essences pionnières pousseront beaucoup mieux que les essences secondaires (variation en composition).
- Le savoir-faire en matière de plantations directes de graines et de préparation de ces graines est plus rare.
- La qualité et la provenance des graines ne sont pas toujours faciles à établir.
- La semence doit avoir un bon niveau de germination.
- application de plusieurs semences pour un site pour assurer le taux de réussite.
- plusieurs facteurs difficilement contrôlables peuvent entraver la germination, exemple les graines peuvent tomber sur un mauvais lit, pourrir ou être consommées par les animaux.

## Méthode de régénération
La méthode de régénération décrit comment la régénération sera distribuée sur une révolution. On distingue plusieurs familles, entre autres :
- Les méthodes équiennes. Elles consistent à récolter tous les arbres d'un peuplement en une coupe ou dans des intervalles de temps courts, permettant alors la croissance d'arbres d'âges similaires. Elles se caractérisent par l'entremise des traitements intermédiaires enlevant les arbres médiocres dans l'optique de déterminer les arbres qui serviront de semenciers à la fin de la révolution. Cependant, cette méthode a ses limites, car l'effet d'enlever tous les arbres matures enlève la biodiversité et ne permet pas toujours un renouvellement efficace.
- Les méthodes inéquiennes. Elles consistent à récolter quelques arbres matures à chaque coupe, souvent avec une coupe de jardinage, ce qui consacre une partie de l'espace à une nouvelle cohorte. Cette méthode au niveau de la rentabilité est moins efficace à court terme mais peut l'être à long terme, si le système sylvicole est bien planifié.
- Les méthodes à deux classes d'âges. Dans ces méthodes, la quasi-totalité des arbres matures sont récoltés tout en laissant des arbres vigoureux très espacés qui poussent au-dessus de la nouvelle cohorte pendant une longue période[46]. Cette méthode est souvent en association avec un système sylvicole de coupe progressive.

## Autres opérations sylvicoles

### Balivage
Le balivage est l'action de repérer les troncs les plus vigoureux afin de les conserver. Le but est d'améliorer le taillis afin de le faire évoluer vers une futaie. Selon le type d'arbre, ce repérage se fait lorsque l'arbre a environ 15 ans. Le balivage intensif est le fait de conserver au moins 300 baliveaux à l'hectare.

### Entretien du parcellaire et des pare-feux
Le but des pare-feu est de créer une discontinuité dans le peuplement forestier moins afin de stopper ou ralentir la progression d'un feu que de permettre une suppression par contre-feu tactique ou par intervention de machinerie de génie forestier à la faveur d'une baisse d'intensité du feu (à cause de la réduction du combustible). Ils doivent être installés perpendiculairement aux vents dominants pour ne pas au contraire devenir des couloirs de propagation du feu. Un pare-feu mal conçu ou mal entretenu risque aussi d'être un facteur d'érosion, voire de fragmentation écopaysagère et de propagation du feu. Ceux qui sont enherbés et entretenus par des herbivores (moutons en général) semblent les plus efficaces. Ils jouent généralement aussi un rôle de cloisonnement et de layons de chasse (les chasseurs y attendent le gibier, plus facile à tirer, éventuellement poussé par les chiens et rabatteurs).

## Travaux sylvicoles en régénération naturelle feuillue (traitements régulier et irrégulier)

### Dégagement de semis
L'action de dégagement de semis consiste à maîtriser ou contenir la végétation concurrente à l'essence objectif et aux essences dites "précieuses" pour leur valeur économique ou celles faiblement représentées sur la station. Le dégagement s'effectue dans les stades du semis et du fourré et s'accompagne des premières tailles de formation (essences peu représentées ou précieuses) ainsi que de relevés de couvert sous les semenciers en coupes secondaires afin de faciliter l'ensemencement avant la coupe définitive. L'opérateur veillera à maintenir un gainage dans les zones les plus hautes du fourré afin de maintenir les tiges encore frêles, de commencer le processus d'élagage naturel, de protéger contre les dégâts du gibier et de favoriser la pousse apicale. Le dégagement a un objectif quantitatif en favorisant le nombre à la qualité pour les prochains travaux de sélection des mal conformés (nettoiement) et des perches d'avenir (dépressage).

### Nettoiement/Dépressage
Les actions de nettoiement et de dépressage sont bien distinctes et n'ont pas le même objectif. Néanmoins la transition entre le gaulis et le jeune perchis peut amener à dépresser par un nettoiement tardif. L'opérateur sylvicoles adapte avec subjectivité ses actions.

#### Nettoiement
Contrairement au stade fourré où l'observation individuelle des tiges est difficile, le stade gaulis (en référence à gaule, canne à pêche) permet de commencer à distinguer les sujets. Le peuplement reste fragile. Un travail sur les tiges d'avenir serait prématuré, contre-productif. À ce stade l'opérateur va cibler "les défauts" et les prélever. Citons : les tiges fourchues, les préexistant (loups), les mal conformés, les tiges malades, blessées (post exploitation), etc. Il veillera à ne pas trop ouvrir le peuplement encore frêle. Les passages en nettoiement doivent être modérés mais réguliers. Un bon suivi permettra de limiter les dépressages ultérieurs. C'est également à l'occasion des nettoiements que l'opérateur va doser les essences d'accompagnement. Le gainage est toujours pris en compte notamment pour favoriser l'élagage naturel mais surtout pour le maintien du peuplement.

#### Dépressage
Les tiges commencent à ressembler à de petits arbres, des perches mais, la hauteur de bois de qualité n'est pas encore atteinte (6/8 mètres). Le dépressage consiste à faire baisser la densité de l'essence objectif. L'importance du prélèvement est analysée perche par perche et ne peut donc être ciblée par une désignation préalable. L'opérateur gérera la compression afin de toujours favoriser à ce stade la pousse apicale. La densité travaillée se limitera à 400 tiges/ha (essences d'accompagnement comprises).

### Élagage et taille de formation
L'élagage et la taille de formation consistent à couper au ras du tronc les branches pour améliorer la forme et la qualité du fût et du bois, en réduisant la taille des « nœuds » dont les fibres ne sont pas dans le même sens que le reste du bois, qui entraîne une faiblesse dans les pièces produites ou un déclassement commercial. Spécifiquement, l'élagage vise à couper les branches basses afin de faciliter la pénétration des personnes dans le peuplement forestier, afin de produire du bois sans nœud ou de protéger l'arbre contre la transmission de certaines maladies comme la rouille vésiculeuse du pin blanc (Pinus strobus). Les tailles de formation pour leur part visent à corriger les défauts de forme et de structure. La correction des défauts de forme est faite dans le but de former un fut droit pour la production de bois d'œuvre. Les défauts de forme peuvent être divisés en trois principaux types : les fourches, les branches qui concurrencent la cime et les branches trop grosses. La hauteur d'élagage varie en général entre 2 et 10 mètres, et il se pratique dans les sylvicultures intensives tous les 10 ans sur les jeunes arbres. De nombreuses espèces, en condition de concurrence pour la lumière font un autoélagage naturel, qui est favorisé dans les approches de type prosilva, ce qui réduit les coûts d'entretien et limite les risques de transmission de champignons et bactéries pathogènes par les outils de coupe ou de taille.

## Impacts de la sylviculture et de l'exploitation forestière
Leur évaluation implique d'évaluer les impacts locaux et globaux, immédiats et différés de la ligniculture, de l'introduction d'essences à croissance rapide, d'un plein boisement, des régénérations artificielles, des élagages et même du jardinage, des voies forestières et de la fragmentation forestière qu'elles engendrent, de l'usage éventuel d’engrais chimique et de pesticides. Il est donc important que les types de traitements possibles ou prévus sur les différents types de sylviculture soient clairement définis et mesurables, afin de mieux comprendre leur impact réel sur le milieu physique (sylvosystèmes ; sylvo-faciès,) et sur la biodiversité forestière, à court, moyen et long terme, et de l'échelle des biomes et des paysages à celle des micro-habitats (cavités, bois mort, etc.).

### Impacts floristiques, perturbations pédologiques
Les résultats de deux études sur les taillis et leur exploitation effectuées dans le Sud-Ouest de la France ont montré que, à l'occasion des interventions sylvicoles et outre l'effet de la station, la flore est soumise d'une part à l'influence spatiale de la plus ou moins grande proximité des espaces agricoles qui modifient la dynamique de la végétation après une coupe et, d'autre part, aux micro-perturbations de la surface du sol occasionnées par l'exploitation forestière. Ces facteurs ont été peu étudiés jusqu'alors, bien qu'ils puissent influer fortement sur la flore ; leur prise en compte semble une nécessité dans la perspective de changements bioclimatiques et d'évolution des pratiques forestières. L’état de surface de la coupe constitue, avec la mise en lumière, un facteur de diversification de la végétation très important. Les zones perturbées ont une végétation très diversifiée mais peu forestière, composée d’espèces anémophiles. Les zones intactes sont moins diversifiées mais plus forestières, alors que les zones à rémanents possèdent la végétation la plus proche de celle des zones de référence non exploitées.

### Impacts sur la faune et mesures envisageables pour limiter ces impacts
Comprendre l'impact des traitements sylvicoles sur la faune, implique de se rappeler que plus la végétation est complexe au niveau des essences et de la structure des peuplements, plus on peut trouver d’espèces différentes sur un territoire donné. Les pertes induites par la sylviculture intensive comprennent les essences indigènes et leur diversité génétique propre, la végétation arbustive et les débris dépendamment de la superficie du site exploité. Toutefois, pour limiter ces impacts négatifs dans la zone exploitée, le sylviculteur peut :
- préserver les zones humides, les ruisseaux et une végétation arbustive
- conserver un nombre suffisant et bien répartis de débris ligneux ;
- limiter l'introduction d'essences exotiques et favoriser les essences indigènes, tout en contrôlant mieux les espèces invasives ;
- Éviter de pratiquer la ligniculture dans les habitats sensibles et sites associés à des espèces rares ou a une forte biodiversité forestière (comme les milieux humides intra- ou péri-forestiers) ;
- limiter la ligniculture à des sites déjà dégradés ;
- Limiter la superficie des zones de sylviculture intensive (Nombre d’hectares maximums par zone).
- Réserver un pourcentage des zones d’aménagement écosystémique (ex 10 % du 70 %) à l’aménagement faunique afin de compenser pour les pertes associées aux zones de sylviculture intensive[53].

### Dégâts d'exploitation

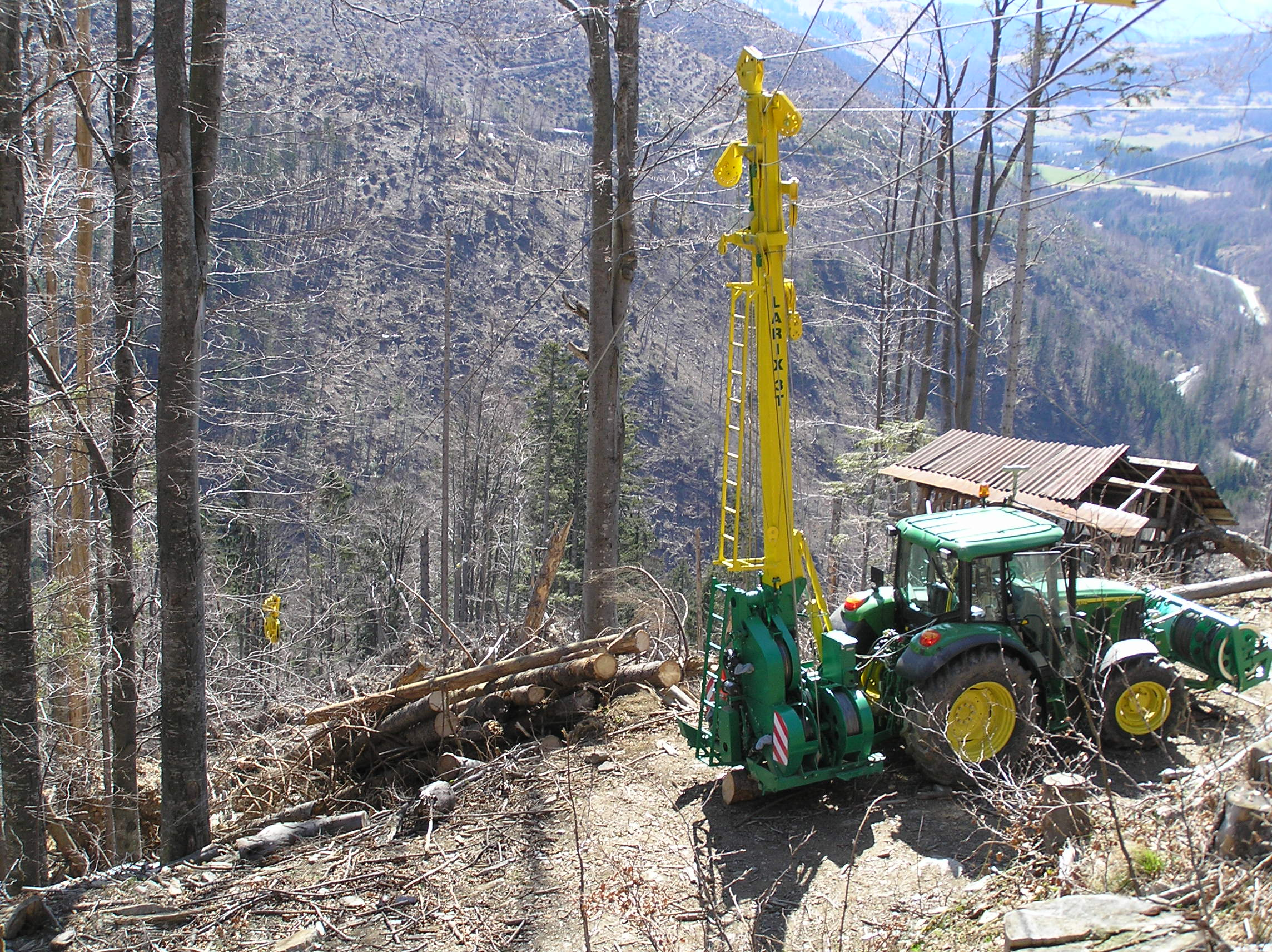
Câble-mât, utilisé pour la débardage du bois sur les sols sensibles ou dans les montagnes.

Dans tous les cas, la limitation du tassement des sols et la protection des arbres d'avenir lors des chantiers sont importants. À titre d'exemple, une étude faite en France sur 48 chantiers de coupes en forêt a trouvé que (en moyenne et toutes essences confondues) 14 % d’arbres étaient blessés lors des chantiers (Ce taux était plus important en feuillus (17 %) qu’en résineux (11 %). Des professionnels bien formés, et certaines techniques alternatives (ex : débardage par câble) permettent de diminuer ce risque. Un bon plan d'exploitation doit autant éviter d'endommager les éléments abiotiques du site que biotiques. Le sol sera autant que possible protégé de la compression et de l'érosion. Les zones riveraines seront laissées intactes afin d'éviter la dégradation de la qualité de l'eau.

### Nouvelle méthode dite «extensive»
La sylviculture extensive s'applique aujourd'hui en Europe, principalement dans les peuplements de hêtre. C'est une méthode « douce », qui exploite un peuplement via des interventions ciblées. Les coûts en sont moindres, et dispersés sur la durée d'exploitation, tout en assurant une régénération de qualité, et en préservant ou restaurant la biodiversité. Sa mise en place s'effectue en trois phases majeures : l'installation-acquisition, la compression et le détourage.
Phase d'installation-acquisition : Le gestionnaire forestier vérifie que l'installation des semis est en place afin d'entreprendre la coupe définitive des semenciers. Pendant les deux premières années, il s'assure que les semis ne soient pas concurrencés par la souille ligneuse et ronceuse. Le cas échéant, il prévoit un passage en dégagement grossier à la débroussailleuse pour maîtriser la végétation afin d'obtenir la plus forte régénération de la ou des essences objectives.
Phase de compression : Le hêtre - si on le veut longiligne - doit pousser « gainé » ou en « compression » (c'est-à-dire à l'ombre d'arbres dominants, ou gainé d'herbacées quand il est jeune et mis en lumière, et ensuite entouré d'autres arbres qui favoriseront sa pousse apicale). S'il est isolé ou trop dégagé, il tend à développer des branches basses, sources de caractères considérés comme « défauts » majeurs pour le scieur (ex : fourches basses). La « phase de compression » peut durer quinze ans voire plus. Elle permettra d'obtenir à un stade « gaulis » - « bas perchis » des « tiges-objectifs » dépourvues de branches basses, réduisant le coût d'un élagage éventuel. Néanmoins, durant cette phase, un travail reste nécessaire pour le calibrage de la régénération des essences secondaires et d'accompagnement (charme, frêne, érables…) ou essences précieuses (merisier, alisier torminal..). La méthode de « cassage » est alors utilisée sur les tiges concurrentes afin de favoriser la mise en lumière apicale, fournissant une source locale de petit bois mort. Au stade bas perchis, le cassage sera remplacé par l'annélation des tiges singulières afin de toujours garder l'efficacité de la compression et une source de bois mort recyclé dans l'écosystème. À ce stade on peut considérer acquise la régénération de 200 tiges / hectares.
Phase de détourage : Contrairement à l'éclaircie classique, elle est ciblée sur une tige désignée d'avenir, tige conservée sans nécessairement être commercialisée. L'intervention consiste sur des tiges (stade perchis - haut perchis) dont la hauteur de bille sans branche est comprise entre 7 et 8 mètres, d'abattre tous les sujets environnants afin de libérer les houppiers en vue de la croissance finale. La quantité sera de 80 à 100 tiges par hectare et formera la jeune futaie. Si l'on veut limiter le travail, le dérangement de la faune, une autre solution peut aussi être l'annélation de tout ou partie de ces tiges à « éliminer ». Leur bois est alors également recyclé sur place.

## Aménagement forestier ou sylviculture?
L’aménagement forestier et la sylviculture sont souvent regroupés en un seul concept mais sont deux notions différentes, et complémentaires. L'aménagement forestier est un processus qui implique le « design » et l'exécution d'un ensemble d'actions (le plan d'aménagement) qui ont une forte probabilité de donner un ensemble de conditions forestières qui ont également une forte probabilité de fournir, à travers le temps, l'ensemble des valeurs forestières visées par les propriétaires, aux niveaux souhaités.
L'« aménagement durable » des forêts vise « à maintenir et à améliorer à long terme la santé des écosystèmes forestiers au bénéfice de tous les êtres vivants… tout en assurant aux générations actuelles et futures de bonnes perspectives environnementales, économiques, sociales et culturelles ».
Dans son application, il peut diminuer les écarts entre la forêt aménagée et la forêt naturelle ; en maintenant les forêts aménagées dans un état proche de celui des forêts naturelles, la plupart des espèces devraient mieux survivre, car trouvant des conditions auxquelles elles sont adaptées. Cette approche offre actuellement la meilleure option pour éviter les pertes de biodiversité. La forêt naturelle a évolué au fil d’une dynamique générée par les perturbations naturelles, le climat et le milieu physique; elle n’a subi que peu d’altérations causées par des activités de récolte industrielle. Évaluer l'écopotentialité d'un site en faisant le portrait de la forêt naturelle, puis en le comparant avec la forêt aménagée, met en évidence les écarts produits par l’aménagement forestier. Ce dernier ne peut reproduire intégralement la forêt naturelle, mais peut tendre à s’en rapprocher. Les stratégies d’aménagement et les traitements sylvicoles peuvent créer des paysages forestiers renfermant la diversité et l’irrégularité des forêts naturelles.
Par ailleurs, l’aménagement forestier peut et doit s’adapter continuellement au gré des nouvelles connaissances et du dérèglement climatique. Une « approche adaptative », peut lui permettre de s'implanter graduellement et de s’améliorer constamment, dans des territoires où agissent une multitude d’acteurs, aux valeurs et aux besoins variés. Il doit donc s’inscrire dans une démarche de gestion qui facilite la participation de ces acteurs et qui aborde simultanément les enjeux écologiques, sociaux et économiques. L’aménagement écosystémique pourrait alors être un des outils pour concilier la vaste gamme des valeurs associées aux forêts.
L’aménagement forestier se déroule dans un contexte de gestion intégrée des ressources et du territoire. Il commande donc une démarche de collaboration et de concertation sociale. Sa mise en œuvre comporte essentiellement les quatre étapes suivantes :
- la description des enjeux écologiques à l’échelle nationale, régionale et locale : cette étape fondamentale consiste à décrire et à documenter les principaux enjeux écologiques qui peuvent menacer la viabilité des écosystèmes et ainsi entraîner la perte de biodiversité ;
- la mise au point de solutions d’aménagement en réponse à ces enjeux : les spécialistes peuvent concevoir des pratiques forestières novatrices et élaborer des solutions originales, mieux adaptées aux réalités locales et régionales ;
- la détermination d’objectifs d’aménagement et de cibles qui mènent à l’élaboration des stratégies d’aménagement : les enjeux écologiques doivent être traduits en objectifs d’aménagement en vue de réduire les écarts entre la forêt aménagée et la forêt naturelle. On détermine également des cibles afin de préciser les résultats attendus ;
- l’élaboration d’une stratégie d’aménagement qui traite les enjeux écologiques en même temps que les autres enjeux (sociaux et économiques) : on profite des similarités entre les différents enjeux pour définir les solutions les plus englobantes possible et on optimise, par le fait même, les coûts et les bénéfices de la stratégie.

### Unité d'aménagement
L'unité d'aménagement est la principale unité territoriale de référence du domaine de l'État pour la gestion des ressources forestières. C'est sur la base de ce découpage que l'on définit les stratégies d'aménagement forestier, la nature et la quantité de travaux sylvicoles à réaliser, en vue d'y déterminer la possibilité forestière. Ces stratégies sont contenues dans le plan général d'aménagement forestier (PGAF). Les volumes de bois attribués par essence ou par groupe d'essences dans les contrats d'aménagement et d'approvisionnement forestier (CAAF) et les contrats d'aménagement forestier (CtAF) sont distribués en fonction de ce découpage dans le respect de la possibilité forestière. Dans le cadre d'une gestion soutenable, une gestion plus « adaptative » peut aussi y être promue ou faite.

### Possibilité forestière à rendement soutenu
Au Québec, la possibilité forestière à rendement soutenu se définit comme étant le volume annuel maximum que l'on peut prélever dans un territoire pour une période donnée sans diminuer la capacité productive du milieu forestier. Une disponibilité est un volume conjoncturel qui s'ajoute à la possibilité pendant une certaine période de temps. Le respect de la possibilité forestière est un critère d'aménagement forestier incontournable.
Les capacités de production résultent notamment des caractéristiques biophysiques du territoire (classe de drainage, type de dépôt, etc.), des peuplements forestiers qu'on y trouve (composition, âge, volume de bois) et des traitements sylvicoles qui peuvent s'y appliquer. Ces trois catégories d'éléments sont à la base de l'estimation de la possibilité à rendement soutenu des forêts.
Les principales données utilisées pour évaluer la possibilité forestière proviennent des inventaires forestiers et de toutes les informations disponibles liées au territoire concerné (études, tables de rendement, travaux sylvicoles réalisés, etc.).
Avant la création du Bureau du forestier en chef du Québec (2005), la possibilité forestière était établie à l'aide de deux modèles de simulation contenus dans le progiciel Sylva : le premier, le modèle par courbes, était conçu pour les forêts dites équiennes, c'est-à-dire dont les arbres sont à peu près du même âge, Le second, soit le modèle par taux d'accroissement, était quant à lui conçu pour les forêts inéquiennes, c'est-à-dire dont les arbres sont d'âges différents.
À partir de 2013, les possibilités forestières sont établies à l'aide d'un logiciel d'optimisation (RemSoft WoodStock) et de spatialisation (RemSoft Stalnley) utilisant des modèles de croissance, des courbes de croissance et d'effet de traitement.

### Démarche d'établissement d'une prescription sylvicole
Sur la demande du propriétaire, un ingénieur forestier peut prescrire un plan d'exploitation de son lot boisé. Ce plan d'exploitation permet d'améliorer la qualité des bénéfices que le propriétaire peut tirer de son boisé. Pour ce faire, l'ensemble des valeurs visées par le plan est premièrement identifier par le propriétaire. La démarche d'établissement d'une prescription comprend alors les étapes suivantes :
- La détermination des objectifs du propriétaire
- L'évaluation des conditions actuelles du lot boisée
- L'identification des différents scénarios possibles
- Abandonner les scénarios inappropriés
- Décrire les choix viables pour le propriétaire
- Aider le propriétaire à prendre la décision
- Mettre en application la prescription
- L'évaluation et le suivi des résultats